# بخش اواچیتا
ناحیه اواچیتا یا شعبه اواچیتا یک خط راه‌آهن ۴۲-مایل (۶۸-کیلومتر) بود که متعلق به لیتل راک، رودخانه می‌سی‌سی‌پی و راه‌آهن تگزاس در قسمت جنوب شرقی آرکانزاس در شهر آرکانزاس (در حومه رودخانه می‌سی‌سی‌پی) منشأ گرفت و در آن مکان به بخش لیتل راک متصل گردید و در نهایت در وارن خاتمه پیدا کرد. این زیرمجموعه پیش از این خط اصلی راه‌آهن می‌سی‌سی‌پی، اواچیتا و رد ریور بود.